# Masalit
La communauté masalit est un groupe ethnique non-arabe installée principalement au Tchad et au Soudan. Elle est impliquée dans le conflit du Darfour. Elle parle le masalit qui fait partie des langues nilo-sahariennes.
Les Masalits font partie de ces tribus non-arabes qui ont été prises pour cibles par les Janjawids au Soudan, et qui accusent les Mimis, les Ouaddaïs et les Tamas de complicité dans les attaques janjawids, leur reprochant d’aider ceux-ci à localiser les concentrations de bétail appartenant aux Dajos et aux Masalits afin de s’en emparer.
La population civile masalit vit surtout dans la ville tchadienne d'Adré, à trente kilomètres à l’ouest d'Al-Genaïna, la capitale de l’Ouest du Darfour, et dans le village de Modoyna, à vingt kilomètres à l’ouest de la petite ville soudanaise de Damra.
Human Rights Watch a documenté quatre attaques des forces armées basées au Darfour entre les 5 et 11 décembre 2005, dans la préfecture de Goungour, avec plus de 8 300 habitants surtout masalits dans cinquante et un hameaux, situés à quatre-vingt kilomètres au sud d'Adré au Tchad jusqu'à la frontière d'àbaches.
Les Masalits sont visés par des massacres perpétrés par les Forces de soutien rapide (FSR) lors du conflit soudanais en cours depuis 2023. Selon des experts de l'ONU, rien que dans la ville de El-Geneina, les Forces de soutien rapide et des milices qui en sont proches auraient massacré entre 10 000 et 15 000 personnes, essentiellement d'ethnie masalit, dans une opération de nettoyage ethnique. En mars 2025, le gouvernement internationalement reconnu du Soudan dépose une requête à l'encontre des Émirats arabes unis devant la Cour internationale de justice. Le Soudan accuse les ÉAU de « complices du génocide des Masalit » par leur soutien aux FSR.

### Sources
- Human Rights Watch - Rapports sur les abus commis par les membres des milices janjaweeds soudanaises et ceux des milices tchadiennes : .
- Human Rights Watch - Rapport sur les attaques transfrontalières contre des civils au Tchad : .